# Mauldin House
Mauldin House (Mauldin Hus på dansk) er et historisk hjem i Clarkesville, Georgia. Huset er en del af National Register of Historic Places.

## Historie
Navnet "Mauldin House" kommer fra A.M. Mauldin og hans kone. A.M. Mauldin var husets første ejer, og var en hattemager, der ejede en butik i centralforretningskvarteret I Clarksville. Mauldin House var senere flyttet for at gøre området klar til en udvidelse af vejen. Huset var tilføjet til National Register of Historic Places den 18. august 1982. 
I dag står huset på 458 Jefferson Street og bruges som et velkomstcenter.

## Galleri
|                                                            |
| Big Holly Cabin ved Mauldin House i Clarkesville, Georgia. |

|                                                      |
| Glasskulpturer dækker arealet omkring Mauldin House. |